# 운터아어 빙하
운터아어 빙하(독일어: Unteraargletscher [ˈʊntəraːrˌglɛtʃər][*])는 문자 그대로 ‘하부 아레 빙하’로 베른 알프스의 아레강의 두 원천 중 더 큰 곳이다. 그것은 핀스터아어 빙하(핀스터아어호른 근처)와 라우터아어 빙하(라우터아어호른 근처)의 연합에서 나타나며, 동쪽으로 약 6km 동안 그림젤 고개 근처의 그림젤 호수까지 흐른다. 1973년에 빙하의 길이는 총 12.95km, 면적은 29.48k㎡였다. 빙하의 하단은 이웃한 오버아어 빙하보다 거의 400m 낮다.
18세기와 19세기에 이 빙하는 발달하고 있던 빙하학의 최초 대상 중 하나였다.

## 같이 보기
- 스위스 알프스
- 론 빙하